# Eressa siamica
Eressa siamica là một loài bướm đêm thuộc phân họ Arctiinae, họ Erebidae.